# 國票案
國票案是1990年代中末期發生在臺灣的一宗大型金融犯罪，該案主嫌楊瑞仁為國票公司員工，連續盜用公司本票炒股，造成國票公司損失逾新臺幣102億元瀕臨破產，並造成臺灣金融市场動盪。最終楊瑞仁被法院判刑13年、併科罰金30億元。

## 案發過程
由於國際票券金融公司內部稽核控管機制存在重大缺失，時年僅29歲的基層員工楊瑞仁（別名「安東尼楊」，又改名為楊博智 Peter Yang）1994年9月起便藉職務之便盜用商業本票來炒作股票，直至1995年遭調查局介入調查，事跡才敗露。由於涉案金額過大，國票公司無法獨力承擔損失，加上案件曝光後引發擠兌潮，導致國票公司一度瀕臨破產，也造成货币市场動盪。最後是在中央銀行和幾家創始股东大銀行聯手救援之下渡過危機。
此案影響臺灣金融業甚鉅，不但主嫌楊瑞仁等26人被判刑入獄、其主管壓力大至跳樓，甚至連前央行總裁、臺灣銀行董事長許遠東都因此遭到監察院弹劾，可以說是台灣經濟史上最大的個人型經濟犯罪，也迫使金融机构和其他類型企业強化內部控管機制，以防範類似犯罪事件再次發生。

### 犯案細節
- 1994年9月起，楊瑞仁連續竊取國票公司板橋分公司置於儲物間內的空白商業本票數本，再連續盜用分公司副理陳淳德名義之甲級章及陳淳德保管之領組王恒譿名義之乙級章，並連續盜蓋印文於前竊得之空白本票之「保證人」欄，且整本盜用完畢，再連續逾越權限蓋用其本人保管，刻有「國際票券金融股份有限公司簽證之章」之圓戳章於商業本票右上方，及刻有「本票券經國際票券金融公司承銷」之橫式條戳於本票背面，表明該商業本票業經國票公司板橋分公司保證、簽證、承銷。
- 陸續偽造彰化銀行萬華分行、第一銀行西門分行、中山分行、華南銀行埔乾分行、中崙分行、合作金庫忠孝支庫、農民銀行儲蓄部、寶橋分行、中國商銀城中分行、交通銀行板橋分行和臺灣銀行新莊分行等行庫之橫式條戳，及偽造鴻海精密、東隆、中強電子、大同投資企業、隆義昌、光寶電子、大華金屬工業、正隆、國巨、隆義信、台灣石材、大同育樂、立豐、龍田建設等十四家股份有限公司之負責人印鑑章、公司條戳、地址條戳、帳號條戳之發票章。復於該分公司電腦上，連續偽造不實之交易成交單等資料，經列印後，隨即將電腦資料刪除。
- 持偽造之成交單及商業本票（CP）售予臺灣銀行，使台銀信託部陷於錯誤依約交付承作金額，撥款入國票專戶。
- 為防國票公司發現無端多出款項，楊瑞仁乃同時以人頭戶之名義，在國票公司板橋分公司偽作票債附買回交易（RP），並製作收付款憑單傳真或電傳至國票公司，使國票公司誤為台銀信託部購買偽造商業本票所匯入之款項，係上述人頭購買票債之匯款。待人頭戶內匯款金額到帳後，楊瑞仁再將資金投入股市。
- 買通慶宜證券股份有限公司郭姓及莊姓營業員，連續偽造部分有關之不實交易資料，並予列印成交單交付楊瑞仁使用，且將電腦資料刪除，俾楊瑞仁得順利詐取資金，並在假CP到期前，楊瑞仁以人頭戶RP交易贖回之真CP，以換票方式贖回台銀手中的假CP。待真PC到期，台銀即將CP透過票據交換軋入發票公司往來行帳戶；而發票公司則匯款存入往來銀行付真CP。
- 1995年8月4日，法務部調查局發動調查，本案始遭揭露。此時，楊瑞仁偽造發行之商業本票總面額高達387億5,500萬元新臺幣；其中扣除續作或以票易票等方式之重複金額，實際向台銀信託部詐取之金額為98億161萬4,259元，尚未到期之商業本票面額則為102億2千萬元。

## 後續發展
主嫌楊瑞仁因此案而得名「百億大盜」，他於1998年本案判決確定後入獄服刑，後因符合自首減刑規定，於2008年提前出獄。他出獄後再次捲入股市騙局「樂陞案」。

## 相關爭議
1995年7月25日，時任行政院院長連戰夫人連方瑀提前將在國票公司購買的政府公債解約，金額約新台幣2,000萬元。稍後爆發國票案。8月8日，新聞媒體報導此事，認為連方瑀可能涉及內線交易。但連戰對外否認此事，宣稱是為了購買公寓才提前解約。